# 伯氏頭孔無鬚魮
伯氏頭孔無鬚魮（学名：Poropuntius birtwistlei）是輻鰭魚綱鯉形目鯉科的其中一個種，分布於亞洲馬來西亞及印尼蘇門答臘島，棲息在中底層水域。